# Simplicia notata
Simplicia notata là một loài bướm đêm trong họ Noctuidae.